# Forêts chiliennes à précipitations hivernales et forêts valdiviennes
Cet article concerne un point chaud de biodiversité. Pour les autres acceptions, voir Forêts valdiviennes.
 (octobre 2023).
Si vous disposez d'ouvrages ou d'articles de référence ou si vous connaissez des sites web de qualité traitant du thème abordé ici, merci de compléter l'article en donnant les références utiles à sa vérifiabilité et en les liant à la section « Notes et références ».
Les forêts pluviales tempérées valdiviennes sont une écorégion de forêts tempérées d'arbres à feuilles caduques situé au Chili et considéré par Conservation International comme un point chaud de biodiversité. Le nom de ce point chaud vient de la ville de Valdivia. 